# 火器说略
《火器说略》由黄达权、王韬于清同治元年（1862年）撰。黄达权，名黄胜，字平甫，曾和容閎一同留学美国，后到香港和王韬共同创建《循环日报》。丁日昌在广东创办江南制炮局，请西人教练，用西法铸造火炮； 又请黄胜帮助介绍技术资料。王韬和黄胜共同编撰《火器说略》。成书后王韬将善本呈送丁日昌，又代呈李鸿章，李鸿章十分赞赏。《火器说略》一卷五章：《炼铁》、《造模》、《置炉》、《钻炮》、《验药》，并附各种测量表格。

## 版本
- 火器说略  （清）黄达权、王韬编译 上海鸿文书局，清光绪23年。（1897年）